# CAD/CAM
In ingegneria, l'espressione CAD/CAM si riferisce all'impiego congiunto e integrato di sistemi software per la progettazione assistita da computer (Computer-Aided Design, CAD) e fabbricazione assistita dal computer (Computer-Aided Manufacturing, CAM). L'uso di sistemi integrati di CAD/CAM rende più semplice il trasferimento di informazioni dalla prima alla seconda fase del processo.
Queste fasi sono molto importanti per il conseguimento di un progetto e sono due importanti sviluppi soprattutto nel campo dell'automazione. Infatti, nel settore della produzione, vengono utilizzate tali tecnologie per gestire robot, controllare processi, effettuare simulazioni, ecc.